# Вилгале
Вилгале (латыш. Vilgāle) — населённый пункт в Кулдигском крае Латвии. Административный центр Курмальской волости. Находится на берегу озера Вилгале. Расстояние до города Кулдига составляет около 18 км. По данным на 2017 год, в населённом пункте проживало 239 человек. Есть волостная администрация, начальная школа, амбулатория, библиотека, почтовое отделение, сцена под открытым небом, магазины.

## История
В советское время населённый пункт был центром Курмальского сельсовета Кулдигского района. В селе располагалась центральная усадьба совхоза «Вилгале».